# Erzstift Salzburg
Das Erzstift Salzburg (lateinisch Principatus et Archiepiscopatus Salisburgensis), häufig auch Fürsterzbistum Salzburg, war zwischen den Jahren nach 1328 und 1803 ein selbständiges Territorialfürstentum, das als katholisches Erzstift von einem Fürsterzbischof regiert wurde. Nach der Territorialisierung hatte es 1328 schrittweise seine Unabhängigkeit durch eine eigene Landordnung gefestigt und bestand bis zum Reichsdeputationshauptschluss als Wahlfürstentum im Heiligen Römischen Reich, seit dem Augsburger Reichstag von 1500 als einflussreiches Mitglied des Bayerischen Reichskreises. Das weltliche Herrschaftsgebiet der Erzbischöfe von Salzburg, im Gegensatz zur größeren, älteren und weitgehend noch bestehenden Erzdiözese Salzburg (errichtet 739, Erzbistum ab 798), wurde in Personalunion von einem Erzbischof geführt, der die Titel Legatus natus und Primas Germaniae führte und in Salzburg residierte.
Das Bundesland Salzburg sieht sich als Nachfolgestaat, weswegen das Salzburger Wappen einen Fürstenhut trägt.

## Vorgeschichte
Die Ursprünge des Christentums bei der baierischen Bevölkerung im Salzburger Land liegen im 6. Jahrhundert unter den Agilolfingern, während es sicher schon früher Christen unter der romanischen Restbevölkerung im Raum Salzburg (Juvavum) gab. Es beginnt im territorialen Sinne mit der Baiuwarenmission des Franken Rupert, dem heutigen Landespatron, der sich 696 in Salzburg niederließ. Vor allem im 7. Jahrhundert entstanden mehrere Stifte und Klöster, die die spätere kirchliche Organisation begründeten. Um 700 wurde eine große Kirche zu Ehren des hl. Petrus errichtet, aus der sich später das Domkapitel entwickelte. Der angelsächsische Mönch und Missionsbischof Bonifatius überbrachte 739 die päpstliche Bestätigung für das neu gegründete Bistum und legte die Diözesangrenzen fest. Am 20. April 798 wurde auf Bitten des Frankenkönigs Karls des Großen das Bistum durch Papst Leo III. zum Erzbistum erhoben. Ihm wurden die baierischen Suffraganbistümer Freising, Neuburg, Passau, Regensburg und Säben zugeordnet. Diese Kirchenprovinz umfasste zeitweise das gesamte altbaierische Stammesgebiet, also den Großteil des heutigen Österreich und Bayern (außer Franken und Schwaben), das heutige Südtirol sowie weite Teile Ungarns, Tschechiens, Sloweniens und der Slowakei. Arn[o] wurde der erste Erzbischof. Die Schaffung der Kirchenprovinz steht im Zusammenhang mit den Bemühungen um eine bairische Staatskirche. Durch Gründung des Erzbistums Gran im Jahr 1001 wurde das heutige Burgenland zur Grenze der Kirchenprovinz. Auf dem Salzburger Diözesangebiet wurden die Eigenbistümer Gurk (1072), Chiemsee (1215), Seckau (1218) und Lavant (1228) errichtet.

## Geschichte

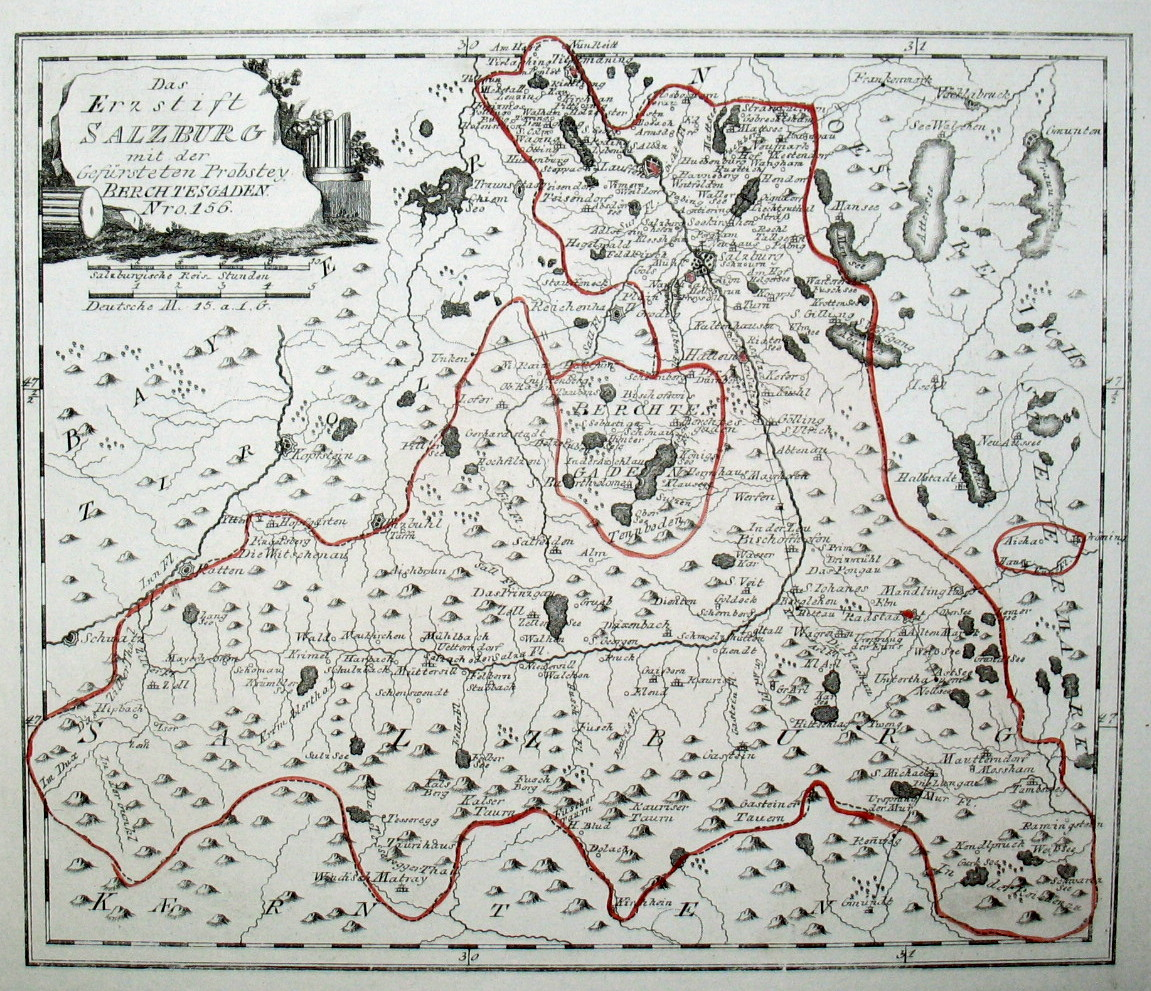
v. Reilly: Das Erzstift Salzburg mit der Gefürsteten Probstey Berchtesgaden. 1792.

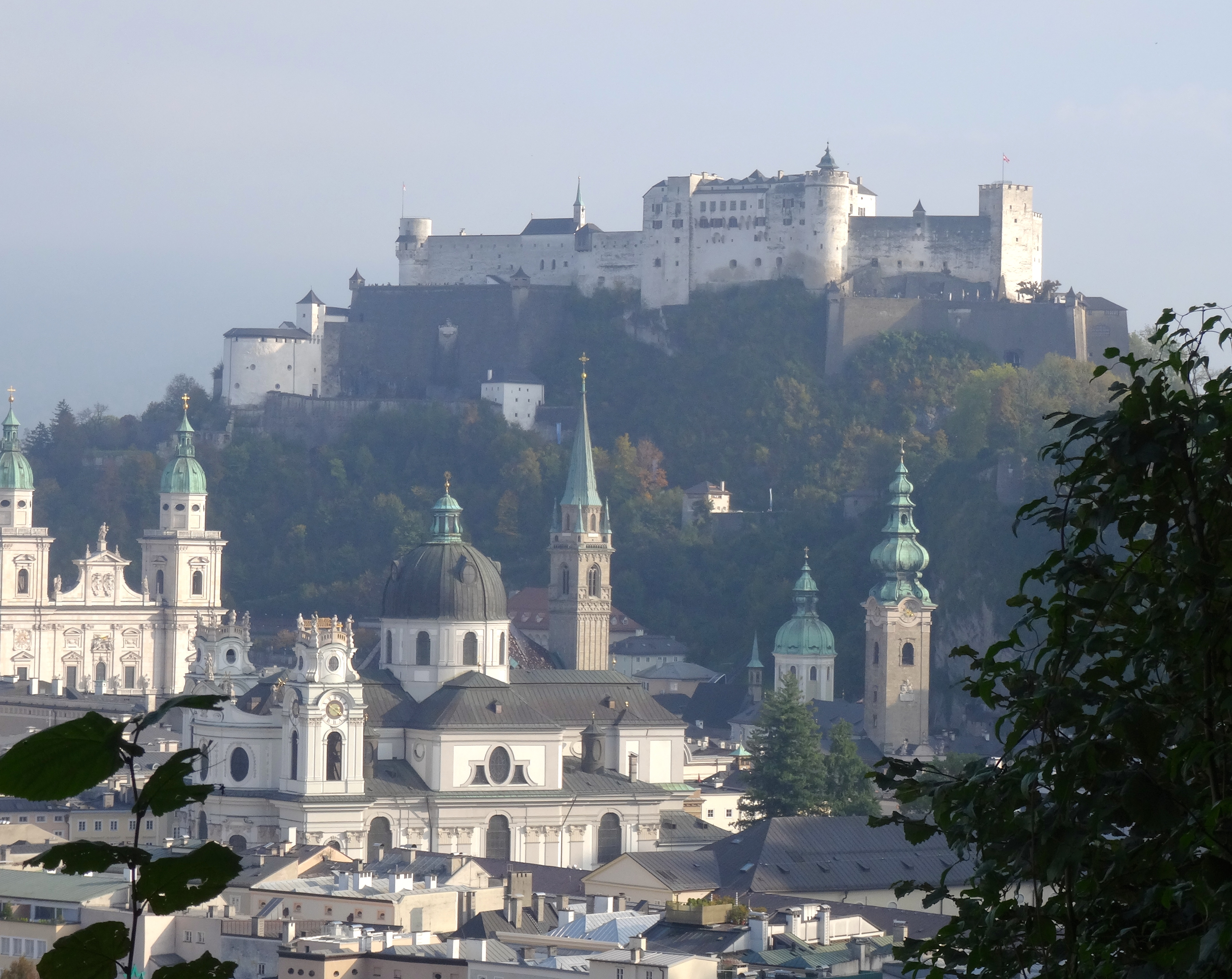
Dom-, Universitäts-, Pfarr- und Stiftskirche, darüber die Festung
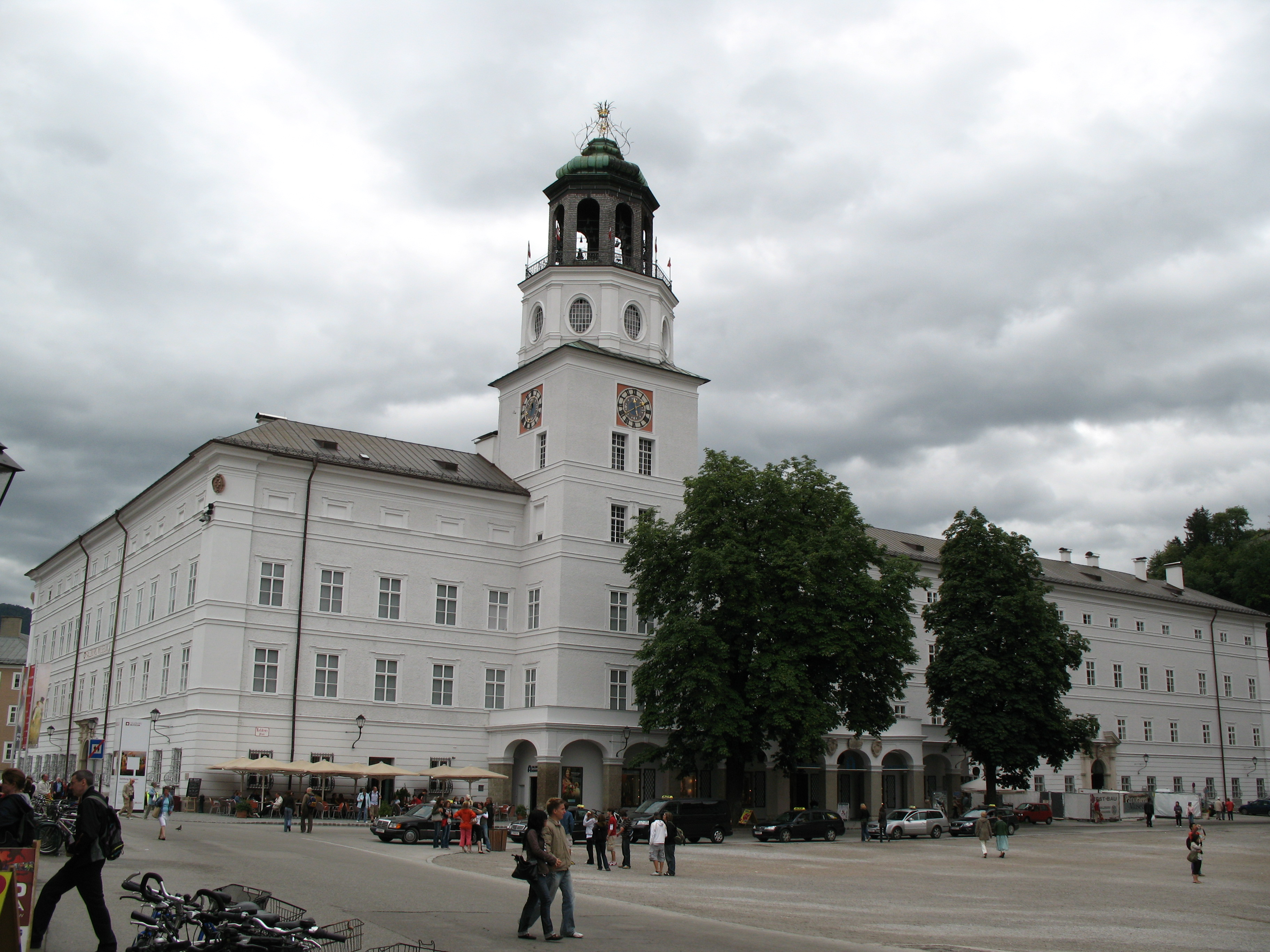
Neue Residenz (1602) mit Glockenspiel (1703)
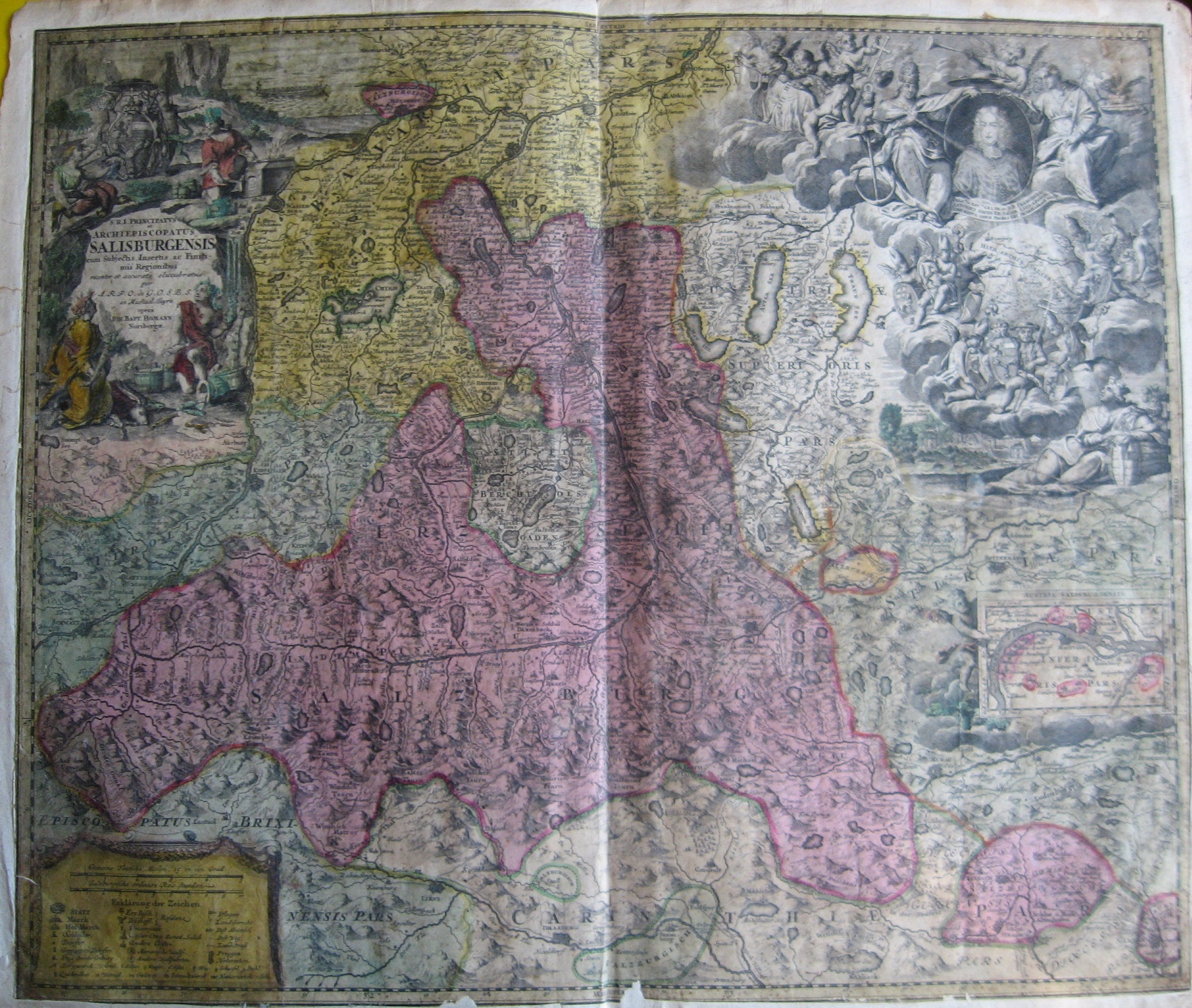
Erzstift Salzburg, etwa 1715 (Johann Baptist Homann)

Erst im 13. Jahrhundert entwickelte sich eine erste politische Eigenständigkeit des engeren bischöflichen Territoriums. Hiervon unberührt blieb der geistliche Zuständigkeitsbereich der Erzdiözese Salzburg, die kirchenrechtlich grenzüberschreitend bestehen blieb.
Erzbischof Eberhard II., einem entschiedenen Parteigänger der Staufer, gelang es 1200 bis 1246 aus Grafschaften, Gerichten und Vogteien ein geschlossenes erzbischöfliches Herrschaftsgebiet aufzubauen. Ab 1275, mit Erzbischof Friedrich II., begann die letzte Phase der Loslösung des Landes Salzburg vom Mutterland Bayern. 1328, unter Friedrich III. von Leibnitz, erhielt Salzburg eine eigene Landesordnung, um mit den Einnahmen die ungeheure Schuldenlast gegenüber Bayern zurückzahlen zu können. Die Salzburger Erzbischöfe wurden zu Fürsten innerhalb des Heiligen Römischen Reiches und führten nach etwa 1350 (Ortolf bzw. Pilgrim II. von Puchheim) den Titel Fürsterzbischof (lateinisch archiepiscopus et princeps). In dieser Zeit entstanden auch die Landstände des Erzstifts Salzburg. Im Reichstag des Heiligen Römischen Reichs gehörte der Fürstbischof zur Geistlichen Bank des Reichsfürstenrats. Bis zum Ende des Erzstifts durch die Säkularisation 1803 im Rahmen des Reichsdeputationshauptschlusses gehörte es dem Bayerischen Reichskreis an.
Ab 1520 breitete sich auch in Salzburg die Reformation stark aus. Vor allem im 17. Jahrhundert wirkten aber die Fürsterzbischöfe Wolf Dietrich von Raitenau und später Markus Sittikus Graf von Hohenems im Sinne der Gegenreformation. Dennoch konnten sich in den Alpentälern Geheimprotestanten halten. Bekannt wurde die antireformatorische Politik des Fürsterzbistums durch das rigide Vorgehen gegen die Protestanten noch im 18. Jahrhundert. 1731/1732 vertrieb Leopold Anton Graf von Firmian etwa 20.000 Salzburger Exulanten aus seinem Land.

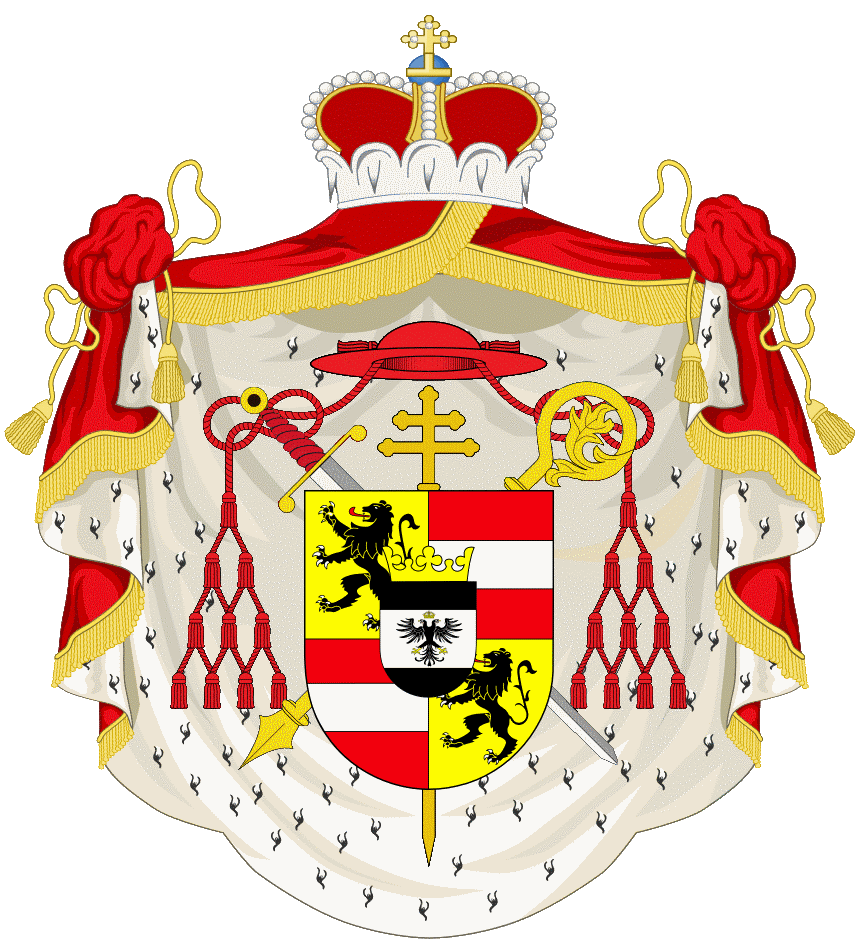
Wappen des Hieronymus von Colloredo (Erzbischof) als Fürsterzbischof von Salzburg mit fürstlichen und bischöflichen Rangzeichen sowie der Farbe rot als Privileg des Legatus natus

Ende des 18. Jahrhunderts waren die Wirtschaftsbeziehungen des Erzstifts Salzburg so weitreichend, dass eine eigenständige Briefpostverbindung zwischen Salzburg und Triest eingerichtet wurde. Ab 2. August 1787 verkehrte dieser Postkurs zweimal wöchentlich. Der Salzburger Fürsterzbischof (damals: Graf Colloredo) hatte sich dafür die Unterstützung des Kaiserhofes in Wien gesichert. Rasch kam es zum Konflikt mit der Post des Fürsten Thurn und Taxis, weil durch den neuen Postkurs Einnahmen aus Postgebühren an den Salzburger Hof umgeleitet wurden. Der Salzburger Postdienst wurde wieder eingestellt.
Laut einer Inschrift auf dem Denkmal für Erzbischof Andreas Jakob von Dietrichstein (1689–1753) im Salzburger Dom war er der erste Salzburger Erzbischof, der den Titel eines Primas Germaniae formell vom römisch-deutschen Kaiser erhielt.

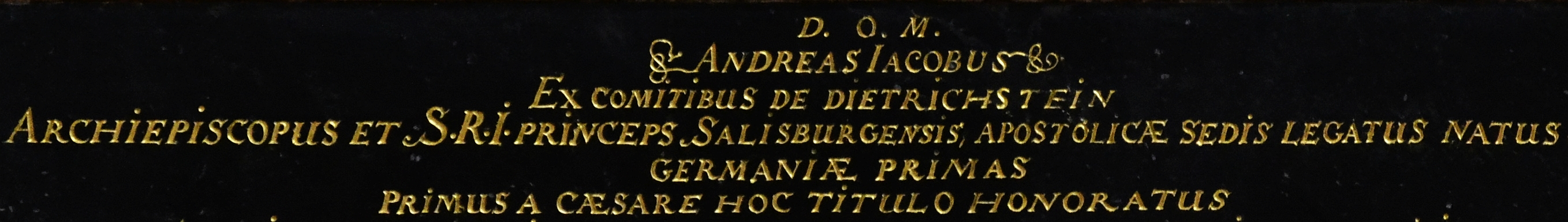
Detail vom Denkmal für Erzbischof Andreas Jakob von Dietrichstein im Salzburger Dom

In den Jahren zwischen 1675 und 1690 wurden besonders unter dem Salzburger Erzbischof Max Gandolf von Kuenburg in den Hexenverfolgungen 153 Personen wegen angeblicher Zauberei hingerichtet, in deren Mittelpunkt der Abdeckersohn Jakob Koller, Schinderjackl genannt, und dessen Mutter Barbara Koller stand. Der letzte Hexenprozess auf Salzburger Boden fand 1750 statt. Maria Pauer, eine Dienstmagd in Mühldorf am Inn, wurde am 27. Januar 1750 wegen Hexerei festgenommen und im selben Jahr als die letzte Hexe in Salzburg hingerichtet.
Am 18. Juni 2009 gab der Salzburger Erzbischof, Alois Kothgasser, zum Hexenprozess gegen Maria Pauer eine Stellungnahme ab, in der er die Verurteilung als Justizmord und entsetzliches Verbrechen bezeichnete und Gott und die Menschen um Vergebung für diese Gräueltat bat.
Die Säkularisation 1803 entzog den Salzburger Erzbischöfen die politische Macht. Als Kurfürstentum Salzburg, dem zudem die Kurwürde verliehen war, fiel es zusammen mit den Hochstiften Berchtesgaden, Passau und Eichstätt an den Großherzog Ferdinand III. von Toskana, habsburgische Sekundogenitur. 1805 kam es mit dem Berchtesgadener Land auch formal an das Kaisertum Österreich, 1809/1810 an das Königreich Bayern. Im Ergebnis des Wiener Kongresses kehrte der Großteil Salzburgs mit dem Vertrag von München im Frühjahr 1816 zu Österreich zurück, erst als Salzachkreis Teil Österreichs ob der Enns, ab 1850 als wiedererrichtetes Herzogtum und Kronland. Das Berchtesgadener Land und der Rupertiwinkel verblieben jedoch bei Bayern. Die geistliche Erzdiözese Salzburg blieb aber bestehen. Der Gebrauch des Titels Fürst(erz)bischof sowie die Verwendung der damit verbundenen weltlichen Würdezeichen (wie Fürstenhut und -mantel) wurde 1951 durch Papst Pius XII. auch formell abgeschafft, während der Erzbischof von Salzburg den Titel Primas Germaniae weiter behielt.

## Verwaltungsgliederung
Die Fürsterzbischöfe regierten als Landesherren des Erzstiftes. Ihnen stand das Domkapitel zur Seite, das sich aus 24 Domherren zusammensetzte, die jeweils wenigstens 14 adelige Ahnen nachweisen mussten. Das Amt des Hofkanzlers wurde im Mittelalter zumeist vom Bischof von Chiemsee bekleidet, später waren die Hofkanzler oft ausgebildete Juristen. Einzelne Domherren saßen den sogenannten Dikasterien vor, nämlich dem Hofrat, der Hofkammer, der Deputation der auswärtigen Geschäfte und dem Hofkriegsrat, hatten aber meist Vertreter aus dem Laienstand, die die tatsächliche Leitung innehatten.
Folgende hochfürstliche Minister waren mit der Leitung des Hofstaates, aber nicht mit der Regierung des Erzstiftes befasst:
- der Obersthofmeister,
- der Oberstkämmerer (Oberstkammerer),
- der Obersthofmarschall,
- der Oberststallmeister,
- der Oberstjägermeister und
- der Kommandant der Leibgarde.

Mehr protokollarischer Natur waren die Erbämter des Erblandmarschalls, des Erbschenks, des Erbkämmerer und des Erbtruchsess, deren Inhaber nicht dem Hofstaat angehörten. Zudem gab es Landstände des Erzstifts Salzburg als Vertretung (Kurie) der Prälaten, der Ritterschaft und der Städte. Die Kurie der Bauernschaft bestand nur zwischen 1473 und 1565.
Unterhalb der Zentralbehörden standen Pflegämter und Landgerichte (die auch Stadt- und Landgerichte sein konnten), oft zusammenfassend Pfleggericht genannt. An der Spitze der Pflegämter stand ein Pfleger, dem ein Landrichter nachgeordnet war. Bei den (kleineren) Landgerichten war der Landrichter der höchste Beamte. Wie im Heiligen Römischen Reich üblich war die Trennung der Rechtsprechung von der Verwaltung nicht umgesetzt. Die Ämter waren sowohl erstinstanzliche Gerichte als auch Verwaltungs-, Polizei- und Steuerbehörden.
Den Plegämtern bzw. Landgerichten waren Schergenämter in den größeren Orten und auf dem Land Obmannschaften unterstellt.